# Acerastes peruvianus
Acerastes peruvianus là một loài tò vò trong họ Ichneumonidae.